# Synecta invenusta
Synecta invenusta är en fjärilsart som beskrevs av Paul Dognin 1903. Synecta invenusta ingår i släktet Synecta och familjen mätare. Inga underarter finns listade i Catalogue of Life.